# Bestuurlijke indeling van Vietnam

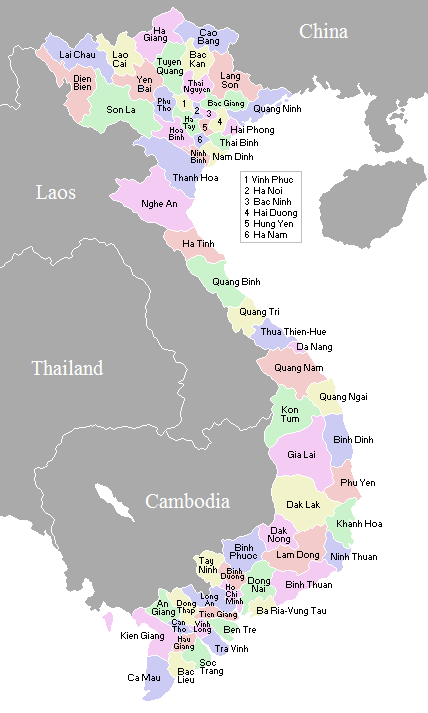
Kaart met alle bestuurlijke gebieden van Vietnam

Dit artikel behandelt de bestuurlijke indeling van Vietnam.
Vietnam is een volksrepubliek in Zuidoost-Azië. Voluit heet het land de Socialistische Republiek Vietnam. Aan het hoofd van de republiek staat de president, een voornamelijk ceremoniële functie. De bestuurlijke macht van Vietnam ligt bij de minister-president.

## Bestuurlijke niveaus van Vietnam
Vietnam kent een aantal bestuurlijke niveaus. Het hoogste niveau is de republiek, en daaronder vallen de volgende niveaus:
1. Provincies en centrale steden
2. Quận/huyện, thị xã en thành phố
3. phường, xã en thị trấn
4. xóm

## Republiek
De hoofdstad van Vietnam is Hanoi, een van de vijf centrale steden in Vietnam. Hanoi is een stad in het noorden van Vietnam.

## Provincies van Vietnam en centrale steden
De republiek van Vietnam bestaat uit 58 provincies (Vietnamees: Tỉnh.) Daarnaast zijn er vijf centrale steden die op hetzelfde niveau staan als de provincies. Deze vijf steden kunnen dan ook als provincie worden beschouwd. Vietnamese provincies worden, in beginsel, gecontroleerd door een volksraad die wordt gekozen door de bewoners van de provincie die op dat moment achttien jaar of ouder zijn. De volksraad wijst een Volkscomité aan die de uitvoerende macht van de provincie vormt.  Dit is een versimpelde vorm van de werkwijze van de Vietnamese nationale overheid, waaronder de provinciale regeringen vallen.
Provincies en centrale steden worden onderverdeeld in quận, huyện, thị xã, steden, phường, xã en thị trấn.

## Quận, huyện, thị xã en thành phố
Op het tweede niveau staan vier bestuurlijke eenheden. Dit zijn Quận/huyện, thị xã en thành phố.

### Districten
De quậns en huyệns zijn de districten waarin een provincie is onderverdeeld, met dit verschil dat een quận te vinden is bij de centrale steden, en de huyện is in elke provincie te vinden, dus ook in de centrale steden. Het verschil tussen deze twee, dat een quận alleen onderverdeeld kan worden in phường, terwijl een huyện onderverdeeld kan worden in xã en thị trấn.

### Thị xã
Een thị xã staat op hetzelfde niveau als de districten in Vietnam, huyện en quận. Een thị xã wordt onderverdeeld in phường en xã. In totaal zijn er 43 thị xã's in Vietnam.

### Thành phố
Thành phố is Vietnamees voor stad. De Vietnamese steden zijn in Vietnam een bestuurlijke eenheid, die op gelijke hoogte staan als de quận, huyện en thị xã. De Vietnamese steden zijn onderverdeeld in vijf niveaus. De hoogste twee niveaus zijn voor de centrale steden.
Een thành phố is onderverdeeld in phường en xã. Dit in tegenstelling tot de centrale steden, die onderverdeeld kunnen worden in quận, huyện, thị xã, phường, xã en thị trấn.

## Phường, Xã en Thị trấn
De phường, xã en thị trấn zijn het laagste administratieve niveau in Vietnam.

### Phường
Phường is de naam van een deelgebied, wat vergelijkbaar is met een ward in andere landen. Een phường is een onderdeel van een quận of een thị xã.

### Xã
Een xã staat op hetzelfde niveau als de phường. In tegenstelling tot een phường is een xã wél onderverdeeld, in xóm. Een xóm is de Vietnamese naam voor een gehucht. Het wordt wel erkend als woonplaats, maar bestuurlijk en administratief heeft het geen enkel niveau.

### Thị trấn
De thị trấn staat op hetzelfde niveau als de phường en de xã. Evenals de xã kan een thị trấn onderverdeeld worden in xóms. Ook hier hebben de xóms geen enkel bestuurlijk niveau. Als het centraal bestuurlijk orgaan van een district in een thị trấn bevindt, is het automatisch de hoofdplaats van het district. Het enige verschil tussen een thị trấn en een xã, is de bebouwingsdichtheid. Daar waar een xã vaak bestaat uit meerdere kleinere xóms, bestaat een thị trấn veelal uit een grotere woonkern.

## Xóm
Een xóm zijn de kleinste woonkernen in Vietnam. Een xóm is vergelijkbaar met een gehucht in Nederland of België. Een xóm wordt erkend als woonplaats, maar hebben administratief en bestuurlijk geen enkel niveau. Een xóm is een onderdeel van een xã of een thị trấn.